# Immunodeficiència combinada greu
La immunodeficiència combinada greu (ICG, en anglès: SCID, severe combined immunodeficiency), abans anomenada síndrome de Glanzmann–Riniker o alimfoplàsia tímica, és un grup de malalties hereditàries del sistema immunitari originades per mutacions en diversos gens que poden tenir diferents manifestacions clíniques. La seva característica principal és una deficiència greu del sistema immunitari que afecta tant la immunitat humoral, per limfòcits B, com la immunitat cel·lular per limfòcits T. La ICG és una de les més de 200 immunodeficiències primàries ara per ara conegudes.

## Epidemiologia
La incidència de la ICG s'ha estimat històricament en 1/100.000 naixements. Molts experts, però, creuen que aquesta xifra no és representativa de la veritable incidència del trastorn, ja que un gran nombre d'afectats podrien haver mort abans de la generalització dels mètodes de cribratge diagnòstic neonatològic i no tots els països mantenen un sistema de registre eficaç. Se sap que la incidència és més alta en zones on el matrimoni consanguini és comú, com -per exemple- a l'Aràbia Saudita (1/5.000 naixements, segons dades de 2006). Un estudi publicat l'any 2020 estimava una incidència a Catalunya d'1 cas/74.285 nounats.

## Etiopatogènia
La ICG es produïda por defectes genètics que afecten al procés de maduració de les cèl·lules T en el tim; amb excepció de la deficiència d'adenosina deaminasa, en la qual la limfopènia indueix l'acumulació de determinats metabòlits citotòxics. Es coneixen almenys 14 alteracions genètiques causants d'ICG, 13 de les quals són de transmissió autosòmica recessiva i una de transmissió lligada al cromosoma X. A hores d'ara, solament en un petit percentatge de casos d'ICG es desconeix el tipus de defecte causal. Algunes mutacions en els gens relacionats amb la ICG poden estar associades a un fenotip fortament modificat, amb absència total de cèl·lules T 'naive' (limfòcits T madurs generats pel tim i que encara no han contactat amb cap antigen) i pèrdua completa de la funció protectora de les cèl·lules T, però altres´-en els mateixos gens- provoquen en elles només una pèrdua funcional parcial corresponent a un fenotip menys alterat.
A banda de la manca de cèl·lules T 'naive', els diferents genotips de la ICG es poden caracteritzar per la presència o absència de cèl·lules B i de limfòcits NK, donant lloc a quatre possibles combinacions genotípiques: T-B-NK-; T-B+NK-; T-B-NK+ i T-B+NK+.

## Diagnòstic
Durant el procés de maduració en el tim i com a conseqüència dels arranjaments genètics, es produeix una molècula circular de material genètic anomenada TREC (d l'anglès T-Cell receptor excision circles) present a quasi totes les cèl·lules T recentment formades. Aquestes molècules no es repliquen i van desapareixent amb el temps. Quan hi ha una alteració dels mecanismes que originen les TRECs, les cèl·lules T no maduren correctament i té lloc una limfopènia T amb absència de TRECs a sang perifèrica. Per això, en la ICG el nivell de TREC està molt disminuït. Els nounats sans mostren alts nivells de TREC, ja que tenen un gran nombre de cèl·lules T 'naive' sense modificar.
El cribratge neonatal de la ICG es realitza en una mostra de sang impregnada en un suport adequat (l'anomenada col·loquialment 'prova del taló', la qual serveix també per identificar altres malalties) que permet l'ús posterior de la PCR en temps real per quantificar les molècules de TREC. Els nounats amb una baixa concentració relativa de TRECs es consideren sospitosos d'ICG. Una opció addicional en aquesta prova és afegir la detecció dels defectes de desenvolupament de les cèl·lules B analitzant la concentració de molècules KREC (kappa-deleting recombination excision circles).
Des del seu inici com a prova pilot als EUA l'any 2007, el procediment ha demostrat ser de gran utilitat diagnòstica i tenir un percentatge de falsos positius i negatius molt baix. A Catalunya va ser introduït per primera vegada dins del programa de cribratge neonatal el gener de 2017, impulsat pel Departament de Salut.
El diagnòstic diferencial de la ICG inclou altres trastorns combinats rars de cèl·lules B i cèl·lules T, la síndrome de DiGeorge (hipoplàsia del tim i de les paratiroides), les infeccions congènites TORCH, l'agammaglobulinèmia autosòmica recessiva lligada al cromosoma X i diverses variants d'hipogammaglobulinèmia.

## Símptomes
La simptomatologia típica de la ICG són infeccions serioses i recurrents des del primer mes de vida, sobretot en els lactants d'entre 8-12 setmanes d'edat. Habitualment, després de néixer els nens no presenten símptomes durant un cert temps i el primer signe de la malaltia acostuma a ser una erupció eritematosa que afecta a tot el cos. Tot seguit, es desenvolupen infeccions greus com pneumònia o meningitis, per exemple. Els agents causals poden ser bactèries, virus o fongs, sovint de tipus oportunista (citomegalovirus, Pneumocystis jirovecii, Cryptococcus neoformans) i amb freqüència després de l'administració de les primeres vacunes. S'han produït algunes complicacions fatals relacionades amb la vacuna Calmette-Guerin. Molts nens presenten otitis, muguet refractari al tractament tòpic i/o diarrees persistents amb important pèrdua de pes. L'aparició d'altres símptomes més o menys específics varia segons sigui el tipus d'ICG.

## Tipus
Hi ha diverses variants d'aquesta malaltia i cadascuna d'elles té trets genètics, bioquímics i clínics específics:
- Immunodeficiència combinada greu lligada al cromosoma X o X-SCID. És la forma més freqüent d'ICG (~50% dels casos),[19] té un patró hereditari recessiu lligat al cromosoma X[20] i està provocada per mutacions en el gen IL2RG ubicat al locus xq13.1 del braç llarg d'aquest cromosoma.[21] Afecta el sexe masculí, però les dones poden ser portadores asimptomàtiques del gen defectuós i transmetre la malaltia als seus fills. La X-SCID típica es caracteritza per limfopènia amb absència de cèl·lules T i NK, hipogammaglobulinèmia i xifres normals o altes de cèl·lules B.[22] Algunes variants atípiques de X-SCID tenen una identificació força complicada, requerint el seu diagnòstic proves de funcionalitat immunològica complementàries i seqüenciacions d'ADN addicionals.[23]
- Síndrome d'Omenn. La seva causa més comuna són mutacions hipomòrfiques en els gens RAG1 i RAG2 del cromosoma 11p i el gen DCLRE1C del cromosoma 10p, encara que han estat descrites en altres gens majoritàriament -amb alguna rara excepció-[24] implicats en la recombinació V(D)J.[25] Aquestes mutacions fan possible l'existència de poblacions oligoclonals de limfòcits T autoreactius, per regla general CD4 activats i de memòria (CD4+DR+CD45Ro+). La infiltració dels teixits pels esmentats limfòcits provoca la simptomatologia pròpia d'aquesta síndrome: exantema, limfadenopaties, hepatoesplenomegàlia i diarrea. Acostuma a existir eosinofília i elevació d'IgE, amb una xifra total de limfòcits normal o lleugerament augmentada.[26]
- Disgenèsia reticular. Representa menys del 2% de tots els casos d'ICG, es considera la seva forma més greu i afecta per igual als dos sexes.[27][28] Provocada per mutacions en el gen que codifica l'enzim adenilat-cinasa 2,[29] aquesta malaltia combina els trets clínics de la ICG amb agranulocitosi i sordesa neurosensorial.[30]
- Immunodeficiència combinada greu per dèficit d'adenosina desaminasa (ADA). Aquest enzim és un element important en el metabolisme de les purines i en l'homeòstasi de l'adenosina.[31] El seu dèficit afecta de forma negativa el desenvolupament i la funcionalitat de les cèl·lules limfoides. A banda d'originar una depleció dels limfòcits T, B i NK, no és rar que els individus amb el trastorn mostrin anomalies de la cel·lularitat medul·lar, hipoacúsia, proves hepàtiques alterades o problemes neurològics[32] i també s'ha observat una alta concurrència de dermatofibrosarcomes protuberants (un tipus de tumor maligne cutani molt poc habitual) en els pacients que el sofreixen.[33] La prevalença d'aquesta variant d'ICG en la població general oscil·la entre 1/200.000 i 1/1.000.000 naixements. La simptomatologia clínica pot debutar tardanament en el 15-20 per cent dels nens amb la malaltia.[34] En algun cas, la deficiència d'ADA s'ha manifestat en forma de síndrome hemolíticourèmica atípica[35] i de forma esporàdica ha estat descrita l'aparició de diversos tipus de limfomes.[36] De vegades, la malaltia s'acompanya de patologies òssies, articulars o pulmonars no derivades de la immunodeficiència.[37]
- Deficiència de l'enzim purina nucleòsid fosforilasa (PNP).[38] Provoca un increment tòxic dels nivells de trifosfat de desoxiguanosina, fet que té com a conseqüència una important disminució del nombre de limfòcits T i el deteriorament de la protecció immunològica. Les persones amb aquesta condició poden presentar espasticitat, atàxia, retard del creixement i discapacitat intel·lectual. A més, comporta un augment del risc de sofrir malalties autoimmunitàries, com ara anèmia hemolítica autoimmune, púrpura trombocitopènica idiopàtica, neutropènia, tiroïditis i lupus. És causada per mutacions en el gen PNP i el seu patró d'herència és autosòmic recessiu.[39]
- Immunodeficiència combinada greu sensible a les radiacions ionitzants.[40] A banda de una especial sensibilitat a la radiació, els pacients que sofreixen aquesta ICG T-B-NK+ també tenen hipersensibilitat a curt i a llarg termini als tractaments quimioteràpics basats en agents alquilants que s'administren abans d'un trasplantament de cèl·lules mare hematopoiètiques al·logènic.[41] El seu origen són múltiples mutacions en el gen DCLRE1C[42] que codifica la proteïna Artemis.[43]
- Síndrome del limfòcit nu. Rara ICG autosòmica recessiva que consisteix en la desaparició, total o parcial, de les proteïnes del complex d'histocompatibilitat principal (CHP) de la superfície de les cèl·lules.[44] Es creu que determinades alteracions somàtiques en els gens involucrats en la gènesi d'aquesta síndrome poden formar part dels mecanismes que utilitzen moltes neoplàsies a l'hora d'evitar la resposta immunitària adaptativa, un fet de gran interès potencial pel desenvolupament de noves i més eficaces immunoteràpies anticanceroses.[45] La síndrome té dues conformacions principals segons la classe de proteïnes del CHP deficitària:
  - Immunodeficiència per expressió deficient de les proteïnes de classe 1. Causada per mutacions en els gens TAP2, TAP1 o TAPBP.[46]
  - Immunodeficiència per expressió deficient de les proteïnes de classe 2. Causada per defectes en els gens MHC2TA, RFXANK, RFX5 o RFXAP.[47]
- Immunodeficiència combinada greu per dèficit de l'enzim intracel·lular tirosina-cinasa Janus 3.[48] Produïda per diverses mutacions en el gen JAK3.[49] Té una incidència anyal d'entre 1/100.000 i 1/1.000.000 nounats, és autosòmica recessiva i en ella existeix una manca de cèl·lules T i NK circulants, sent el nombre de limfòcits B normal.[50]

## Tractament
El millor tractament és un trasplantament de medul·la òssia o de sang de cordó umbilical. Si no es tracta, el pronòstic de la ICG és funest. Aquesta va ser una de les primeres malalties per a lluitar contra les quals es va utilitzar teràpia gènica. En pocs anys, els avenços terapèutics han aconseguit una taxa de supervivència general d'un 90% aproximadament durant els primers mesos de vida.
En la ICG per dèficit d'ADA el reemplaçament enzimàtic ha obtingut bons resultats, si bé cal efectuar un seguiment molt rigorós dels pacients per detectar una pèrdua progressiva de la funció immunitària amb el pas del temps. Quan és possible, es practica un trasplantament de cèl·lules mare hematopoètiques. Strimvelis® va ser el primer fàrmac cel·lular autòleg efectiu dissenyat per tractar aquesta malaltia.
En algun cas de X-SCID fetal les condicions maternes han fet necessari el trasplantament in utero de les cèl·lules mare hematopoètiques a través de la vena umbilical, obtenint-se un resultat satisfactori. En nounats que sofreixen X-SCID, els resultats dels assajos clínics indiquen que la combinació de teràpia gènica lentiviral i baixes dosis de busulfan podria ser una de les eines més eficaces i menys tòxiques per tractar aquesta ICG.

## ICG no humana
Algunes espècies animals poden presentar diverses formes d'ICG. La ICG equina, identificada per primera vegada l'any 1973, és un trastorn autosòmic recessiu que afecta els poltres dels cavalls àrabs. Ara per ara no té un tractament efectiu. La malaltia també afecta els ratolins. En els gossos es coneixen dos tipus d'ICG: el primer és una forma lligada al cromosoma X similar a la humana que apareix en les races basset hound i corgi gal·lès de Cardigan; el segon és una forma autosòmica recessiva molt semblant a l'ICG equina i murina i que s'ha descrit en el terrier de Jack Russell, originada per una mutació en el gen DNA-PKcs caní. Ha estat descoberta en porcs una ICG T-B-NK+ produïda per dos mutacions recessives diferents en el gen Artemis-codificant.